# والفجر
والفجر، روستایی است از توابع بخش امام حسن در شهرستان دیلم استان بوشهر ایران.

## جمعیت
این روستا در دهستان لیراوی میانی قرار دارد و بر اساس سرشماری سال ۱۳۸۵ جمعیت آن ۲۰۱نفر (۳۹خانوار) می‌باشد.